# My Russian Soul
My Russian Soul är ett album av den svenska jazzsångerskan Viktoria Tolstoy utgivet 2008. Skivan innehåller tolkningar av klassiska och folkmusikaliska ryska verk.

## Låtlista
1. Home – 3:32
Symfoni nr 5, sats 2
Musik: Pjotr Tjajkovskij / Text: Anna Alerstedt
2. Word by Word – 5:31
Arabisk dans ur Nötknäpparen
Musik: Pjotr Tjajkovskij / Text: Anna Alerstedt
3. The Curtain Falls – 2:35
Ur operan Jolantha
Musik: Pjotr Tjajkovskij / Text: Anna Alerstedt
4. Little Pretty – 3:29
Musik: trad / Text: Anna Alerstedt
5. Our Stories (Vladimir Vysotskij/Anna Alerstedt) – 4:44
Musik: Vladimir Vysotskij / Text: Anna Alerstedt
6. Stranger In Paradise– 4:35
Polovtsiska danser ur Furst Igor
Musik: Aleksandr Borodin / Text: George Forrest/Robert Wright
7. You Can't Go Home Again – 3:10
Symfoni nr 2, sats 3
Musik: Sergej Rachmaninov / Text: Don Sebesky
8. Silent Rhapsody – 6:06
Symfoni nr 6, sats 1
Musik: Pjotr Tjajkovskij / Text: David Densmore & Susan Osborn
9. Although You're Gone – 3:34
Musik: trad / Text: Anna Alerstedt
10. Our Man – 5:09
Musik: Andrej Petrov / Text: Anna Alerstedt
11. No News – 4:42
Musik: trad / Text: Anna Alerstedt
12. Aftermath – 4:35
Ur Svansjön
Musik: Pjotr Tjajkovskij / Text: Anna Alerstedt

## Medverkande
- Viktoria Tolstoy – sång
- Joakim Milder – tenor- & sopransax
- Nils Landgren – trombon & sång (spår 10)
- Lelo Nika – dragspel
- Jacob Karlzon – piano, keyboards
- Johan Granström – bas
- Rasmus Kihlberg – trummor, slagverk
- Stråkar
  - Nicola Boruvka, Ingrid Sturegård, Helena Frankmar, Cecilia Hultkrantz, Åsa Rudner, Catherine Claesson, Hanna Eliasson – violin
  - Per Högberg, Lars Mårtensson, Maria Borud – viola
  - Claes Gunnarsson, Anders Robertson – cello
  - Bo Eklund – bas

## Mottagande
Skivan fick ett gott mottagande när den kom ut med ett snitt på 3,6/5 baserat på sex recensioner.

## Listplaceringar
| Lista (2008) | Topplacering |
| ------------ | ------------ |
| Sverige      | 50           |